# ヘンリー・ラニング
ヘンリー・ラニング（Henry Lanning、1843年6月13日 - 1917年1月1日）は、米国聖公会のアメリカ人宣教師、宣教医（medical missionary）。聖バルナバ病院創設者。大阪・英和学校（現・立教大学）の設立にも携わり、同校でも教えた。

## 人物・経歴
ニューヨーク州シラキュース出身。オールバニー医科大学卒業。
1873年（明治6年）3月、米国聖公会の医療宣教師に任命され、同年7月4日、大阪に来日。同年には、大阪・川口居留地に隣接する雑居地の西区与力町1番の自宅で診療活動を開始。ラニングは半年間、診療と日本語学習を行う。
1874年（明治7年）1月、大阪・川口居留地に隣接する雑居地の西区梅本町7番地に米国伝道会施療院を開設。ラニングは、診療所開院後半年間に1000人以上の患者を無償で治療する。同時に日本語、中国語、英語のキリスト教の本を多数販売し、貸し出しを行う。
1877年（明治10年）4月、ラニングは大阪の中心部に日本人医師の名義で新しい診療所を開設し、梅本町の診療所を分院とする。翌年には、2つの診療所で約2500人もの患者を治療するなど、医療活動は拡大を続けた。
1879年（明治12年）10月、米国聖公会日本伝道主教であるチャニング・ウィリアムズから聖テモテ学校（立教大学の前身の一つ、1876年（明治9年）廃校）の再興を一任された米国聖公会のテオドシウス・ティングが、学校の再開に力を注ぎ、新たに上福島村（現在の大阪市北区）に「英和学舎」として開校すると、ラニングも同学校の再興に携わり、ティングやアーサー・ラザフォード・モリスらとともに授業も受け持った。
1880年（明治13年）、医療活動の拡大に伴い、ラニングによって病院建設プロジェクトが強く提唱され、米国聖公会本部へ建設に必要な資金を要請し、ニューヨーク教区の女性たちによる業務委員会によって支援金を引き上げることが確約された。
1883年（明治16年）9月、 川口町8番地に木造二階建ての病院が新築落成され、ラニングが初代院長に就任する。正式に病院名に「聖バルナバ病院」と名付ける。病院建設の監督はテオドシウス・ティングが担った。
1884年（明治17年）4月10日、ミス・フランシス・J・ショウ（Frances J. Shaw）が現地（大阪）で採用され、婦長として着任し、その後もしばらくの間、婦長職には外国人女性が就任する。
ラニングは聖公会信徒の松山高吉とも交流しており、松山はラニング宛てに1906年（明治39年）6月20日に書簡を送っている。
1913年（大正2年）、ラニングが高齢を理由に院長を退任し、ラニングの息子が2代目院長に就任する。ラニングは1873年の来日から40年にわたり日本のために医療活動を行った。
1915年（大正4年）、ラニングが帰国する。